# تومي تورنر (سياسي)
تومي تورنر (بالإنجليزية: Tommy Turner)‏ هو سياسي أمريكي، ولد في 8 أغسطس 1952. حزبياً، نشط في الحزب الجمهوري.